# Saopha

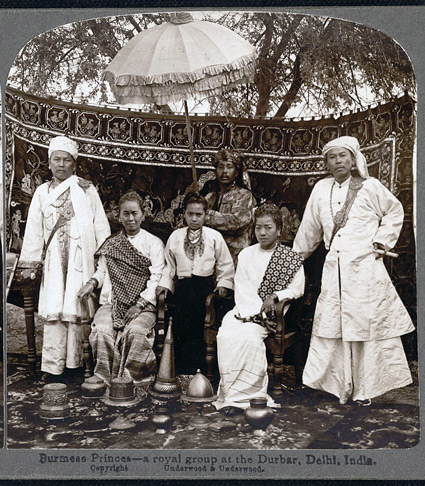
Dos saophas de Shan en una visita a Nueva Delhi, India en 1903

Saopha , Chaofa o Sawbwa ( Tailandés : เจ้าฟ้า) fue un título real usado por los gobernantes del Estado Shan de Myanmar (antigua Birmania). La palabra significa "rey" en los idiomas Shan y Tai. Según las crónicas locales, algunas dinastías saophas, datan del siglo II a. C., sin embargo, las secciones anteriores de estas crónicas son generalmente aceptados como legendaria.